# Шрейбер, Николай Николаевич
Николай Николаевич Шрейбер (2 августа 1838 — 1919) — русский юрист, член Государственного совета.

## Биография
Из дворян. Выпускник училища правоведения.
В 1864 году начальник Уголовного отделения Департамента Министерства юстиции. В феврале 1866 года назначен прокурором Санкт-Петербургского окружного суда, а в 1867 году — товарищем прокурора Санкт-Петербургской судебной палаты. В декабре 1870 года получил чин действ. статского советника. С 1872 года товарищ обер-прокурора Уголовного кассационного департамента Сената. В 1876 году одновременно назначен членом консультации при Министерстве юстиции. В августе 1878 года произведен в тайные советники. С 1878 года председатель департамента Санкт-Петербургской судебной палаты, а с 1879 года старший председатель Саратовской палаты. В 1881 году старший председатель Санкт-Петербургской судебной палаты. С 03 ноября 1893 года по 11 сентября 1898 года — обер-прокурор Соединенного присутствия Первого и кассационных департаментов Сената. В 1894 году вошёл в состав Комиссии для пересмотра законов по судебной части, учрежденной Александром III по инициативе министра юстиции Н. В. Муравьёва.
С 1895 года входил в состав Комитета «Благотворительного общества судебного ведомства».
Член Государственного совета с 1909 года.
А. Ф. Кони вспоминал о Шрейбере как о человеке, «выдающимся своей юридической подготовкой», «специально изучившим постановку обвинительной власти на Западе».
В 1911—1917 годах — председатель Верховного уголовного суда. Под его председательством суд рассмотрел только одно дело (1913—1915) — о бывших членах социал-демократической фракции 3-й Государственной думы Г. С. Кузнецове, И. П. Покровском и Е. П. Гегечкори, обвинявшихся в клевете в Думе. Дело не было закончено в связи с началом войны.

## Семья
Отец Николай Гаврилович Шрейбер, мать Ольга Петровна Шрейбер.
Был женат на Анастасии Карловне Хансен (Гансен; 1848—?).
Дети: Николай (1873—1931, морской офицер), Владимир (1875—1934, инженер-строитель), Ольга (1877—20.06.1967,Париж), замужем за капитаном 2-го ранга 31-го флотского экипажа Иваном Федоровичем Бостремом.

## Награды
Удостоен ряда высших российских орденов: Св. Станислава 1-й степени (1877), Св. Анны 1-й степени (1881), Св. Владимира 2-й степени (1883), Белого Орда (1888), Св. Александра Невского (1895, бриллиантовые знаки к ордену — 1904), Св. Владимира 1-й степени (1909). В августе 1911 года получил знак отличия беспорочной службы за 50 лет.

## Печатные работы
- О порядке составления протоколов судебных заседаний и решений в судебных местах Франции (по делам уголовным) /Н. Ш. // Журнал Министерства юстиции. Том 28. — С.-Петербург: Типография Правительствующего Сената, 1866. — С. 11-32.
- Сборник статей уложения о наказаниях, разъясненных: 1. Решениями Уголовного Кассационного Департамента Правительствующего Сената за 1866, 1867 и 1868 гг.; 2. Решениями Первого и Второго Общих Собраний Правительствующего Сената; 3. Некоторыми другими решениями и указаниями. — С.-Петербург: Тип. Императорской Академии наук, 1869. — [2], 298 с.
- Учреждение Судебных Установлений. — С.-Петербург: Сенатская Типография, 1910. — 755 с., [IV]: табл.
  - Учреждение Судебных Установлений. — 2-е изд., доп. — С.-Петербург: Сенатская Типография, 1914. — 860 с., [IV].
- Временные правила о волостном суде 15 июня 1912 г. и Положение 26 июня 1913 г. о введении в действие закона 15 июня 1912 г. о преобразовании местного суда / Сост. Н. Шрейберг. — Неофиц. изд. — Санкт-Петербург: Сенат. тип., 1913. — [2], 131 с.